# 重庆街道
重庆街道，是中华人民共和国吉林省长春市朝阳区下辖的一个乡镇级行政单位。

## 行政区划
重庆街道下辖以下地区：
新华社区、北安社区、光明社区和崇智社区。